# Ventotene
Ventotene, under romartiden kallad Pandataria, är en liten italiensk ö (Isola di Ventotene) och kommun där även ön Isola di Santo Stefano. Kommunen ligger i ögruppen Pontinska öarna i Medelhavet, 69 km väster om Neapel. Under det romerska kejsardömet förvisades flera kvinnliga medlemmar av den kejserliga familjen dit. Än idag kan många strukturer från romartiden beskådas, som bland annat ruinerna av Kejsare Augustus palats, vattenreservoarer samt den romerska hamnen, som fortfarande är i bruk.
Kommunens ekonomi är till stor del baserad på turism och marinreservatet som omger ön är ett populärt besöksmål för dykare. Kommunen hade 769 invånare (2018), av vilka cirka 300 bor på ön vintertid. Dess befolkning ökar kraftigt under sommarmånaderna.

## Historia
Ventotene var bebodd så tidigt som på bronsåldern (1600 – 1400-talet f. Kr.) vilket framgår av funna keramikfragment.

### Romartiden
Under senare delen av första århundradet f.Kr. lät kejsare Augustus bygga ett enormt palats (cirka 3000 kvadratmeter) på ön med termisk badanläggning, terrasser och trädgårdar, som skulle tjäna som semesterbostad. För att underhålla palatset och dess personal byggdes bland annat gigantiska vattenreservoarer, akvedukter, anläggningar för fiskuppfödning samt en hamn, eftersom ön saknade en naturlig sådan. 

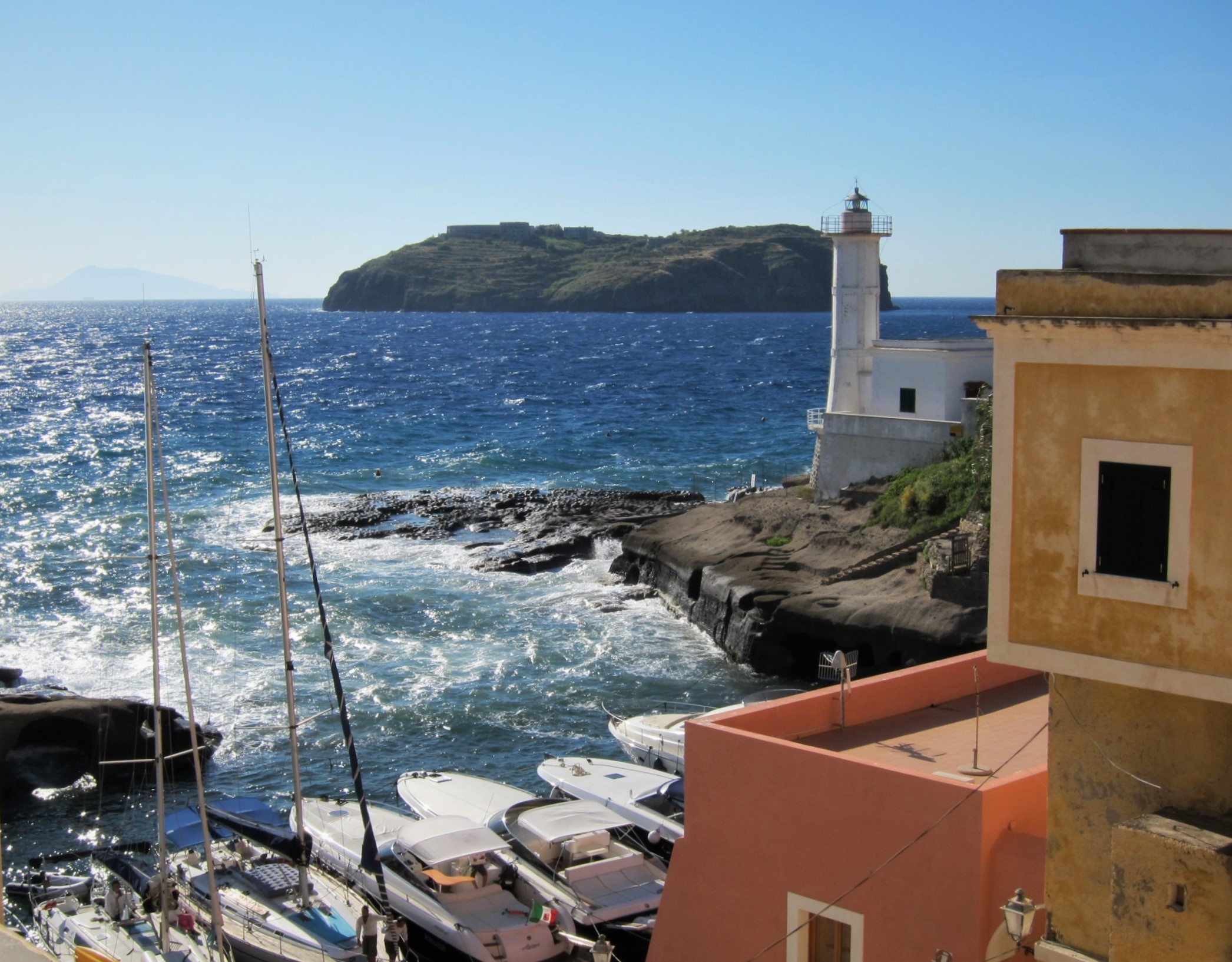
Ön Santo Stefano sedd från den romerska hamnen.

Palatsets funktion som semesterbostad blev kortvarig. År 2 f. Kr. sände kejsare Augustus sin dotter Julia den äldre till ön i exil, som straff för äktenskapsbrott och osedligt leverne. Hon följdes senare av flera andra kvinnliga medlemmar av kejsarfamiljen. Kejsare Tiberius förvisade Julias dotter Agrippina den äldre till Ventotene 29 e.Kr., där hon dog efter att förmodligen ha svultits ihjäl. Hennes son Gaius, mer känd som Caligula, förde hennes skelett till Rom under pompa och ståt efter att han blivit kejsare, men förvisade senare dit sin egen syster Julia Livilla, som gick samma öde till mötes som sin mamma. Andra kända kvinnor som förvisades till Ventotene var Claudia Octavia, kejsare Neros första hustru, samt Sankta Flavia Domitilla, som dömdes till exil för att ha övergått till kristendomen.

### Senare tid
Ventotene och Santo Stefanos historia som ställen för fängslande fortsatte genom tiderna. På slutet av 1700-talet, när Ventotene var del av kungariket Neapel, organiserade kung Ferdinand IV återflyttning till den i stort sett obebodda ön. En by med kyrka och fort uppfördes och samtidigt byggdes ett stort fängelse på Santo Stefano. Till att börja med användes fängelset för livstidsdömda, men började sedan alltmer brukas för politiska fångar. Under fascismen fängslades här, bland otaliga antifascister, Sandro Pertini, som senare blev Italiens president.
Samtidigt användes Ventotene som läger för 900 politiska fångar som ansågs farliga för den fascistiska regimen. De hade en viss rörelsefrihet i det lilla samhället, bevakade av 300 poliser. Bland dessa befann sig Altiero Spinelli, Ernesto Rossi och Eugenio Colorni, som tillsammans i hemlighet skrev utkastet till skriften som har blivit känd som Ventotenemanifestet och blev grunden för den europafederalistiska rörelsen, som ledde till den Europeiska Unionen.

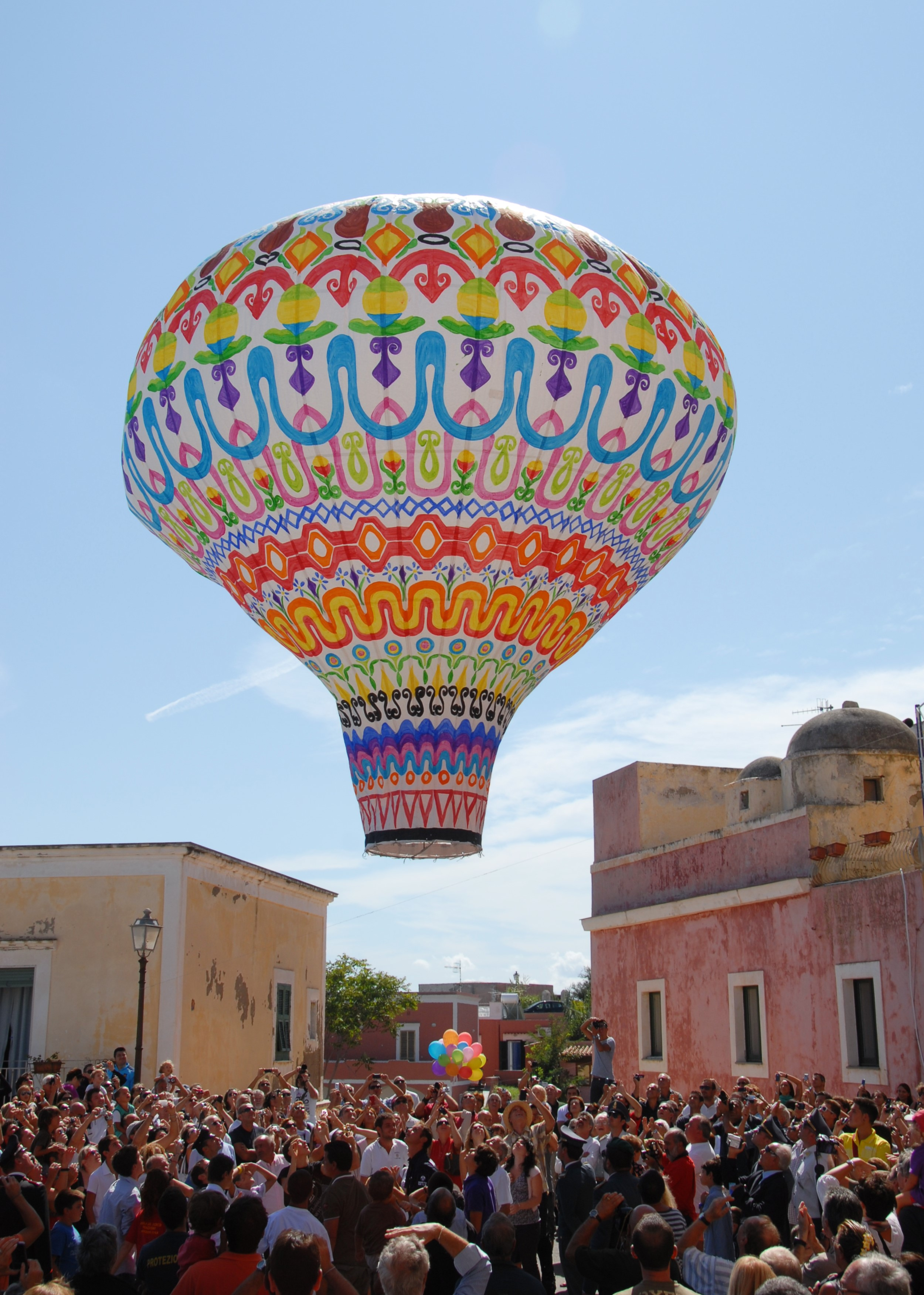
Varmluftsbalong vid Santa Candida-festivalen.

I augusti 2016 höll den italienske premiärminister Matteo Renzi en konferens på Ventotene med den tyske förbundskanslern Angela Merkel och franske presidenten François Hollande för att diskutera Europas framtid efter Storbritanniens beslut att lämna EU. Ön valdes för sin roll i bildandet av EU och de tre ledarna besökte Altiero Spinellis grav.

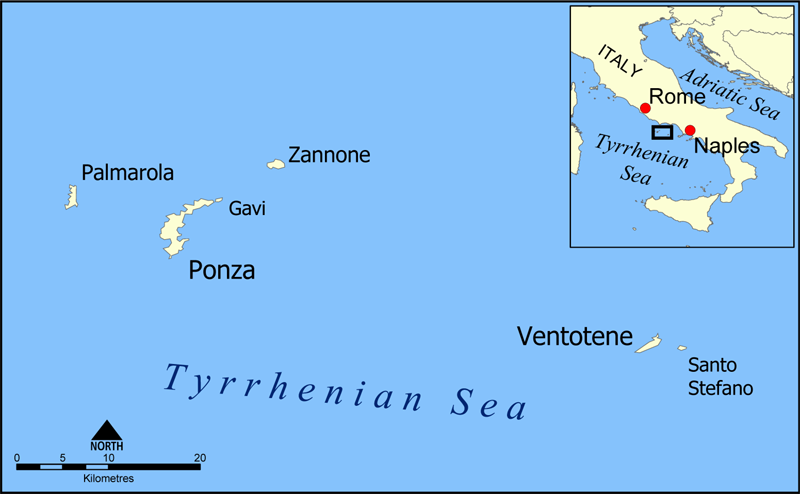
bildtext

## Geografi och klimat
Ventotene, som är kvarlevan av en exploderad vulkan, är närmare 3 km lång och 850 m som bredast. Ön tillhör de Pontinska öarna, som består av Ponza (40 km väst), Palmarola, Zampone, samt den lilla grannön Santo Stefano, belägen 1600 m öster om Ventotenes romerska hamn. *14
Ön har ett typiskt medelhavsklimat av heta, torra somrar och omväxlande väder under den milda vintern. Temperaturen går aldrig under 0 °C (32 °F).

## Djur och natur

### Naturreservat

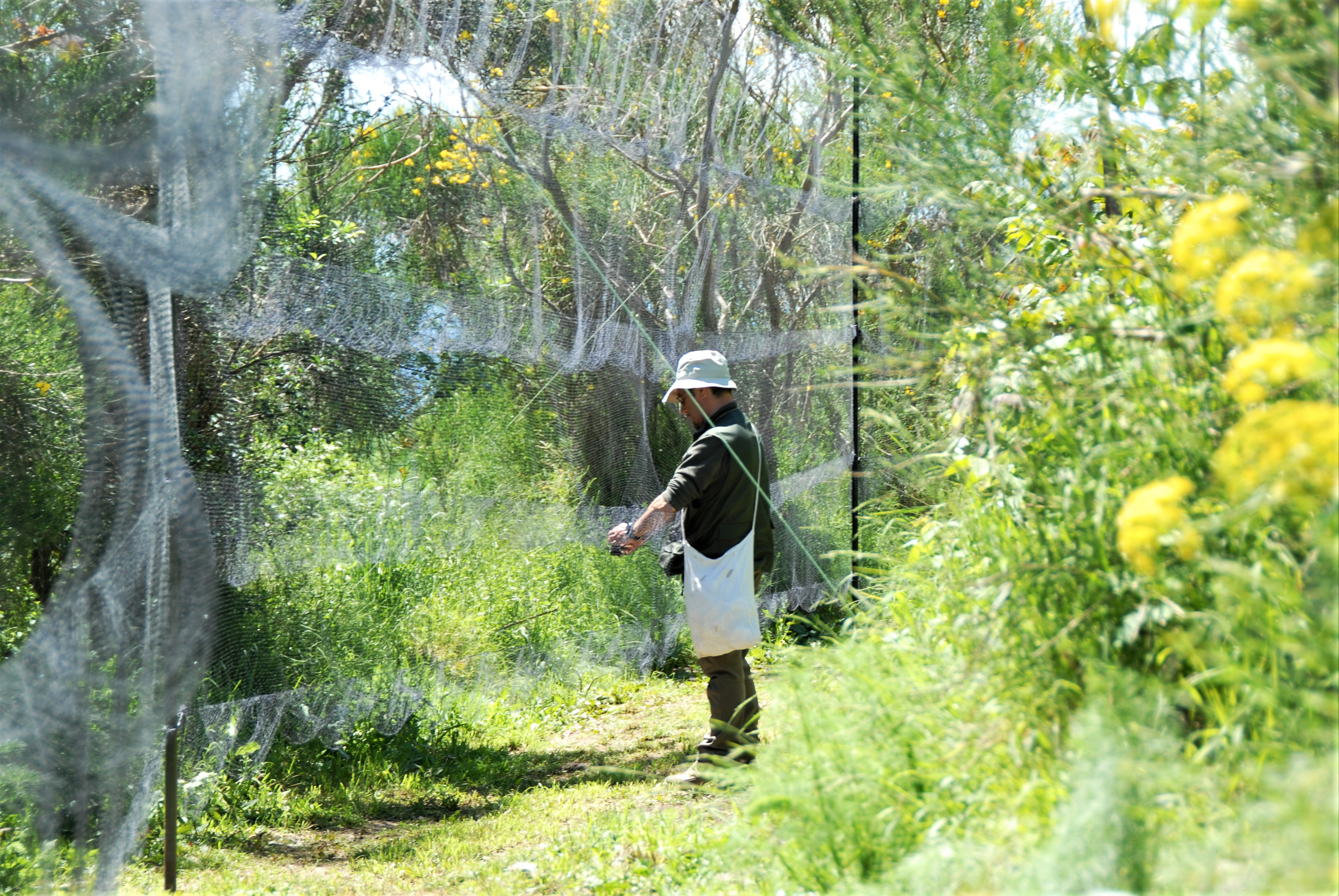
Fåglar frigörs från nät för ringmärkning.

Både Ventotene och Santo Stefano är sen 1999 del av ett statligt naturreservat för bevarandet av öarnas ekologiska, biologiska, geomorfologiska och natur-miljökaraktär. Detta innebär att nybygge är förbjudet och ombygge begränsat.

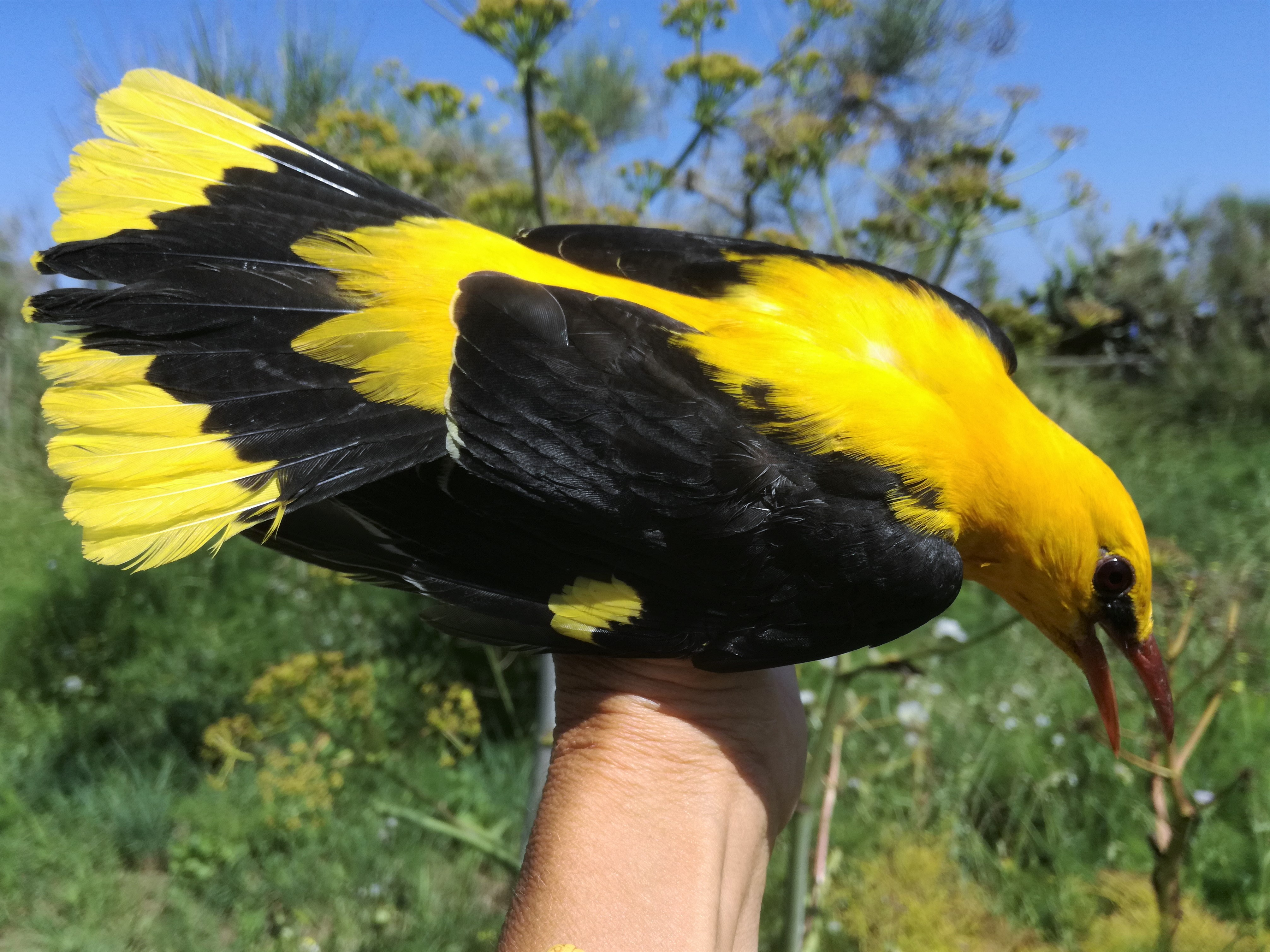
Sommargylling som just ringmärkts.

### Fågellokal
Ventotene är en känd fågellokal i Italien och fågelstationen, som grundades 1988, ringmärker omkring 20 000 fåglar årligen. Under vårflyttningen, främst april och maj, anländer tusentals fåglar dagligen från Tunisiens kuster, efter att ha flugit 500 km oavbrutet under mer än 10 timmar. På grund av öns små dimensioner är koncentrationen av fåglar extremt hög och en mångfald av fågelarter kan beskådas och låta sig fotograferas medan de tar igen sig och äter frenetiskt, i stort sett oberörda av människors närvaro, innan de fortsätter resan norrut för att sprida sig över hela Europa och så långt som östra Ryssland.  Fågelstationen är del av PPI (Progetto Piccole Isole), ett projekt för studier av fågelflyttning över Medelhavet med 46 fågelstationer i sju länder. År 2006 invigdes ett flyttfågelmuseum, det enda av sin typ i Italien.

### Marinreservat
Marinreservatet, som täcker ett 10 km långt kustområde, är uppdelat i tre zoner med varierande grader av skydd och tillåtna aktiviteter.
Ventotene är en populär dykardestination på grund av sitt klara, varma vatten och marinbiologiska mångfald. Flera dykarcentrum transporterar dykare av alla kompetensnivåer till närbelägna platser för att se grottor fulla med räkor eller simma bland fiskar, som har blivit alltmer oskygga sedan fiske förbjöds 1997. Det finns också guidade turer för att bese romerska amforor från skepp förlista för 2000 år sedan, samt vraket av den stora ångaren Santa Lucia, som sköts i sank under andra världskriget och där närmare 100 personer omkom. Den ligger på cirka 40 meters djup. Det finns även mycket att se med snorkel och cyklop på få meters djup runtom ön och dess stränder.

## Sevärdheter och museer

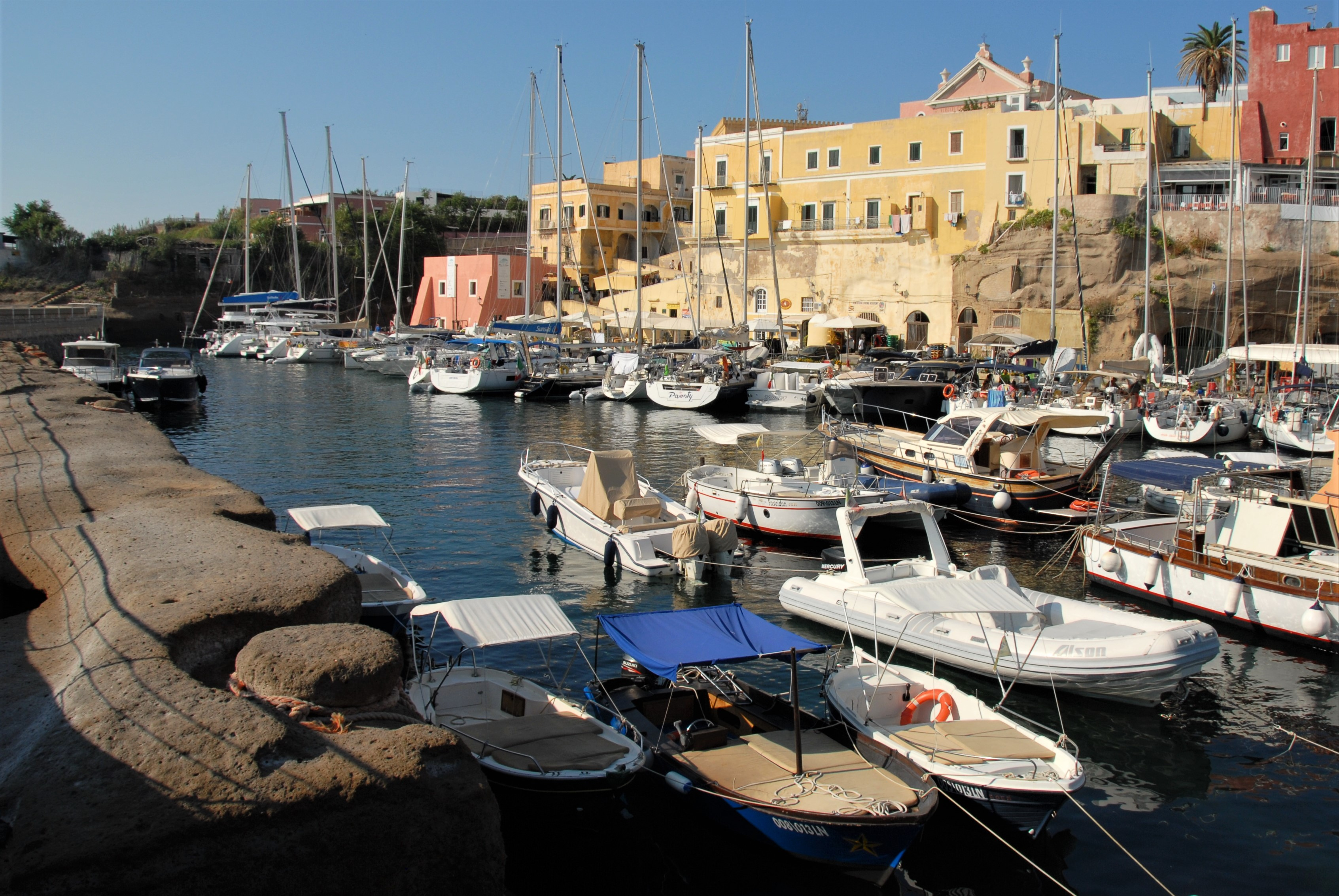
Romeska hamnen med 2000-årig ankartross till vänster.

### Romerska hamnen (Porto Romano)
Den romerska hamnen, som fortfarande är i bruk, konstruerades samtidigt med det kejserliga palatset under den senare delen av första århundradet f.Kr. Den höggs ut ur berggrunden av basalt och omkring 60 000 kubikmeter togs bort för att få en hamn med ett smalt, skyddat inlopp. Hamnen är cirka 180m lång, 85 m där den är som bredast, och 3 m djup. Längs kajsidan schaktades många stora lagerlokaler ut ur berget och dessa används numera som restauranger, barer, affärer och dykarcentra. 

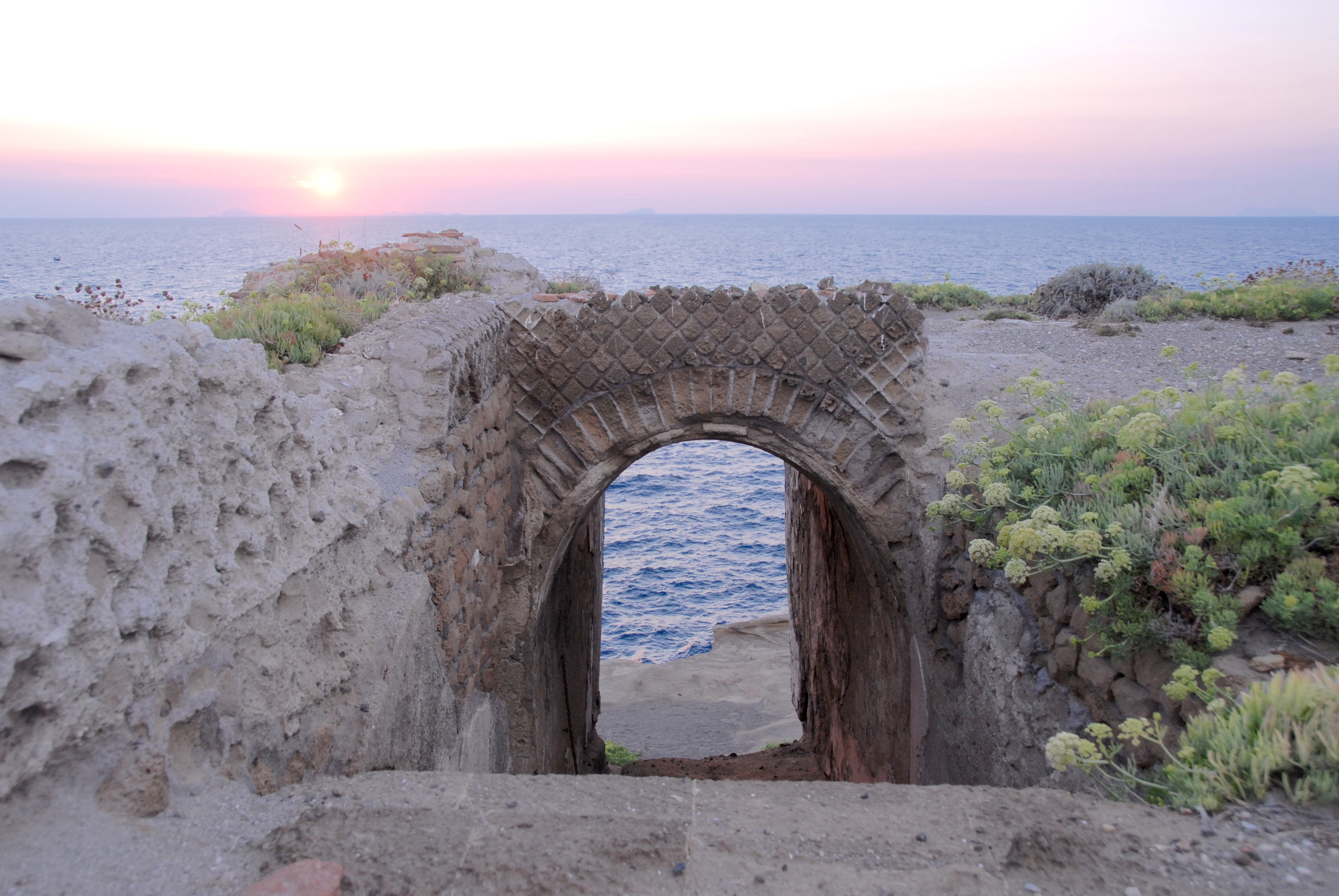
Ruinerna av Villa Julia.

### Villa Julia (Villa Giulia / Villa Imperiale)
Ruinerna av det kejserliga palatset ligger vid inloppet av den moderna hamnen på Punta Eolo. Trots sitt förfall har arkeologiska utgrävningar kunnat identifiera många delar av det enorma komplexet på över 3000 kvadratmeter, bland annat otaliga rum, en termisk badanläggning, terrasser och trappor till havet. Villa Julia kan endast besökas genom guidade turer.

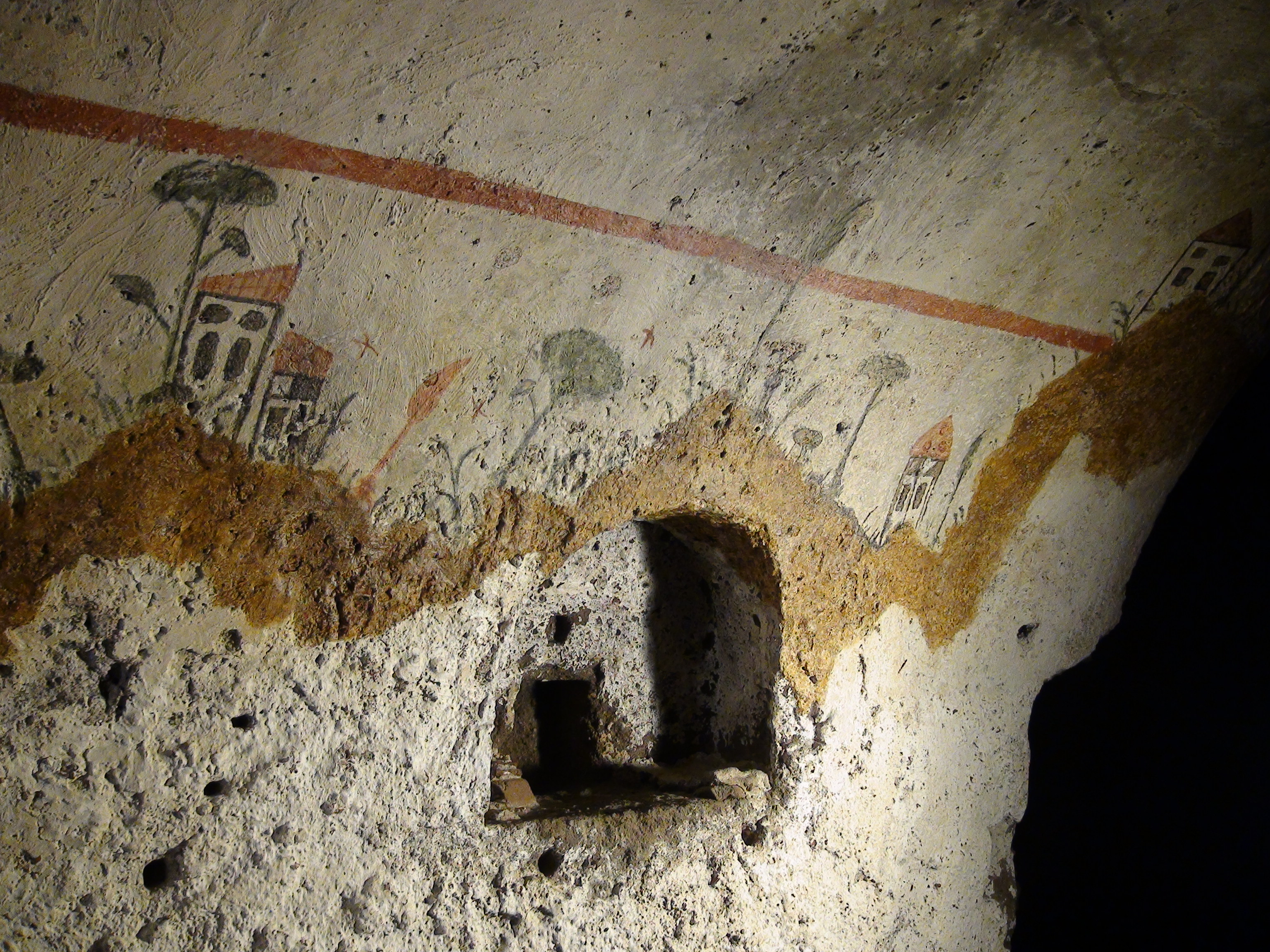
Väggmålningar i den romesrska reservoaren 'Carcerati'.

### Romerska reservoaren Carcerati (Cisterna dei Carcerati)
På grund av avsaknaden av sötvatten på ön byggdes sex vattenreservoarer för uppsamling av regnvatten. Endast två av dessa återstår och den enorma reservoaren ”Dei Carcerati” (De fängslades reservoar) kan beses på guidade turer. Den består av ett system av tunnlar, dukter och rum med välvda tak uthuggna ur berggrunden på 10 meters djup. Reservoaren har fått sitt namn av de straffångar som i slutet av 1700-talet sändes för att bygga fängelset på den intilliggande ön Santo Stefano och övernattade fastkedjade i varandra i den tomma reservoaren. I korridorerna finns små altare och teckningar ritade av fångarna av saker de aldrig mer skulle få uppleva.

### Fiskeriet (Peschiera)
Under fyren ligger det romerska fiskeriet som består av tre bassänger varav två är i rum uthuggna ur berget. Dessa sofistikerade fiskuppfödningsinrättningar fanns på de flesta kejserliga kustpalats för att kunna förse dess ägare med en konstant tillgång av en mängd typer av färsk havsfisk oberoende av väder och säsong.

### Santo Stefano fängelset (Carcere di Santo Stefano)
Fängelset byggdes i slutet av 1700-talet med en design baserad på teorier av den engelske utilitarismens och rättspositivismens upphovsman, Jeremy Bentham, och hans verk Panoptikon: En ny princip för inrättningar där personer övervakas. Fängelset är byggt i en hästskoform med 99 tårtbitsliknande celler och ett vakttorn i mitten på gårdsplanen, där en enda vakt kunde observera alla fångar utan att vara synlig av dessa. Benthams teori var att om fångarna kände att de var ständigt bevakade och observerade, samtidigt som de kunde se all fysisk bestraffning av andra fångar som skedde i mitten av strukturen, så skulle detta ha ett avskräckande syfte för fortsatt kriminalitet.
Fängelset har inhyst många berömda politiska fångar, speciellt under fascisttidens regim, inklusive den framtida presidenten Sandro Pertini. Santo Stefano fängelset stängdes 1965 och kan beses på guidade turer organiserade av det arkeologiska museet.

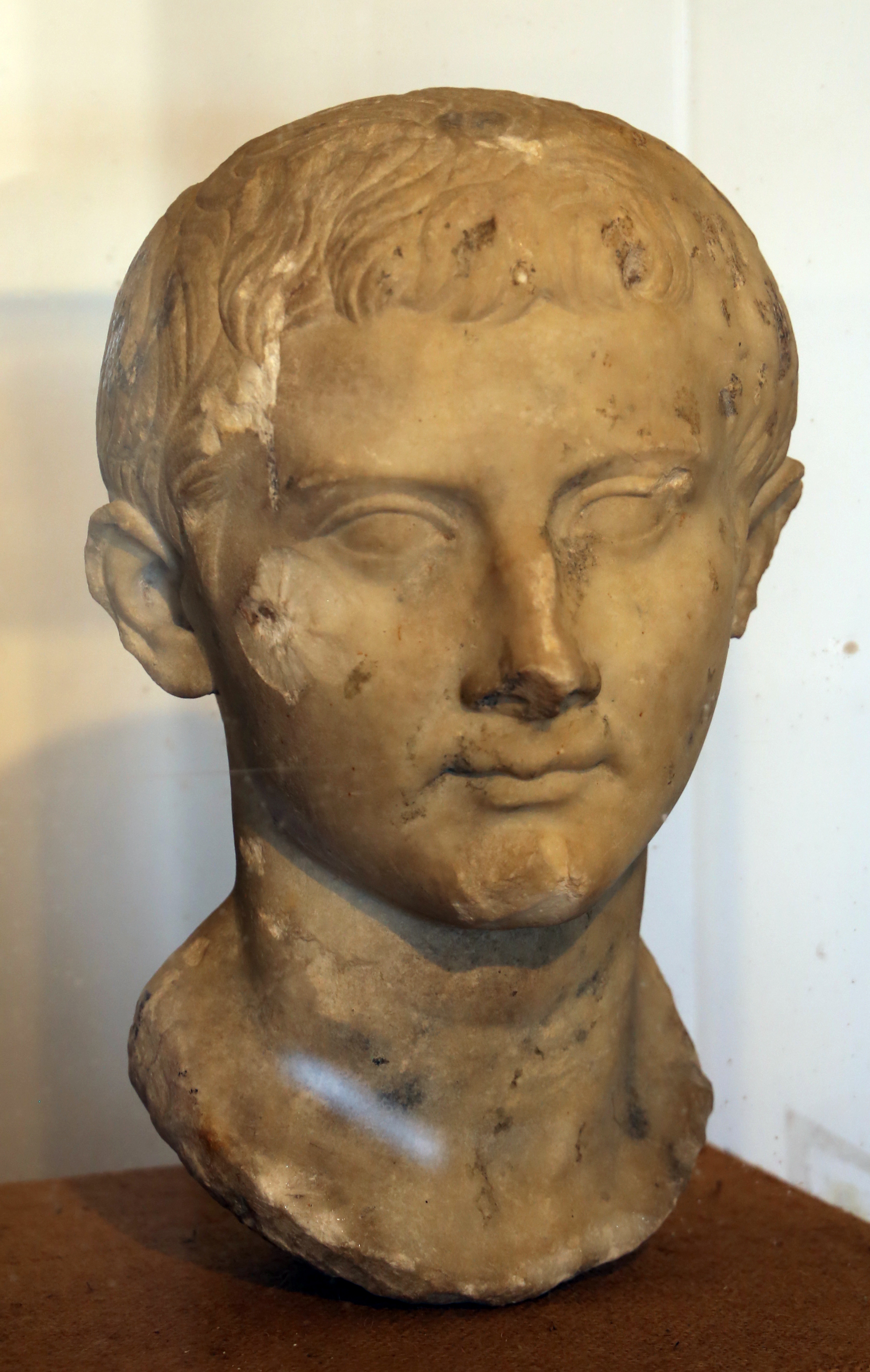
Kejsare Tiberius i Arkeologiska Museet.

### Arkeologiska museet

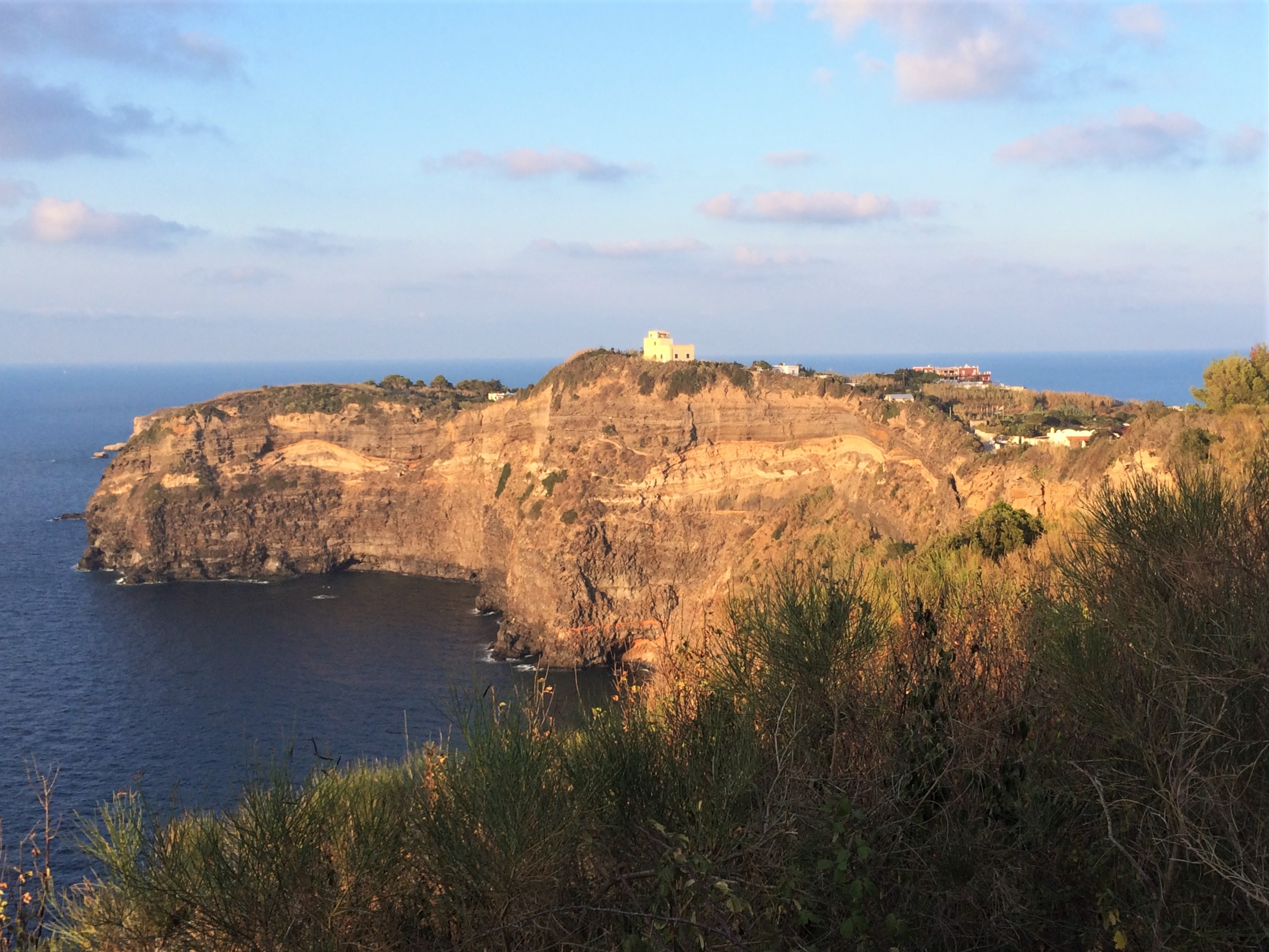
Vy över Ventotenes klippor och flyttfågelmuseet.

Ventotenes arkeologiska museum är beläget i bottenvåningen på kommunalhuset. Det innehåller samlingar av föremål från öns forntid, medeltid och fram till nutid, inkluderat många objekt från förlista romerska skepp som påträffats runtom ön. Tyvärr återstår ej några statyer från Villa Julia, eftersom den blivit plundrad genom århundradena, och endast huvudet av en staty av kejsare Tiberius finns kvar. Speciellt allvarliga konsekvenser hade Sir William Hamiltons utgrävningar av villan på 1800-talets senare hälft. Allt som hittades beslagtogs och såldes på auktioner eller till museer utomlands utan att ha registrerats.

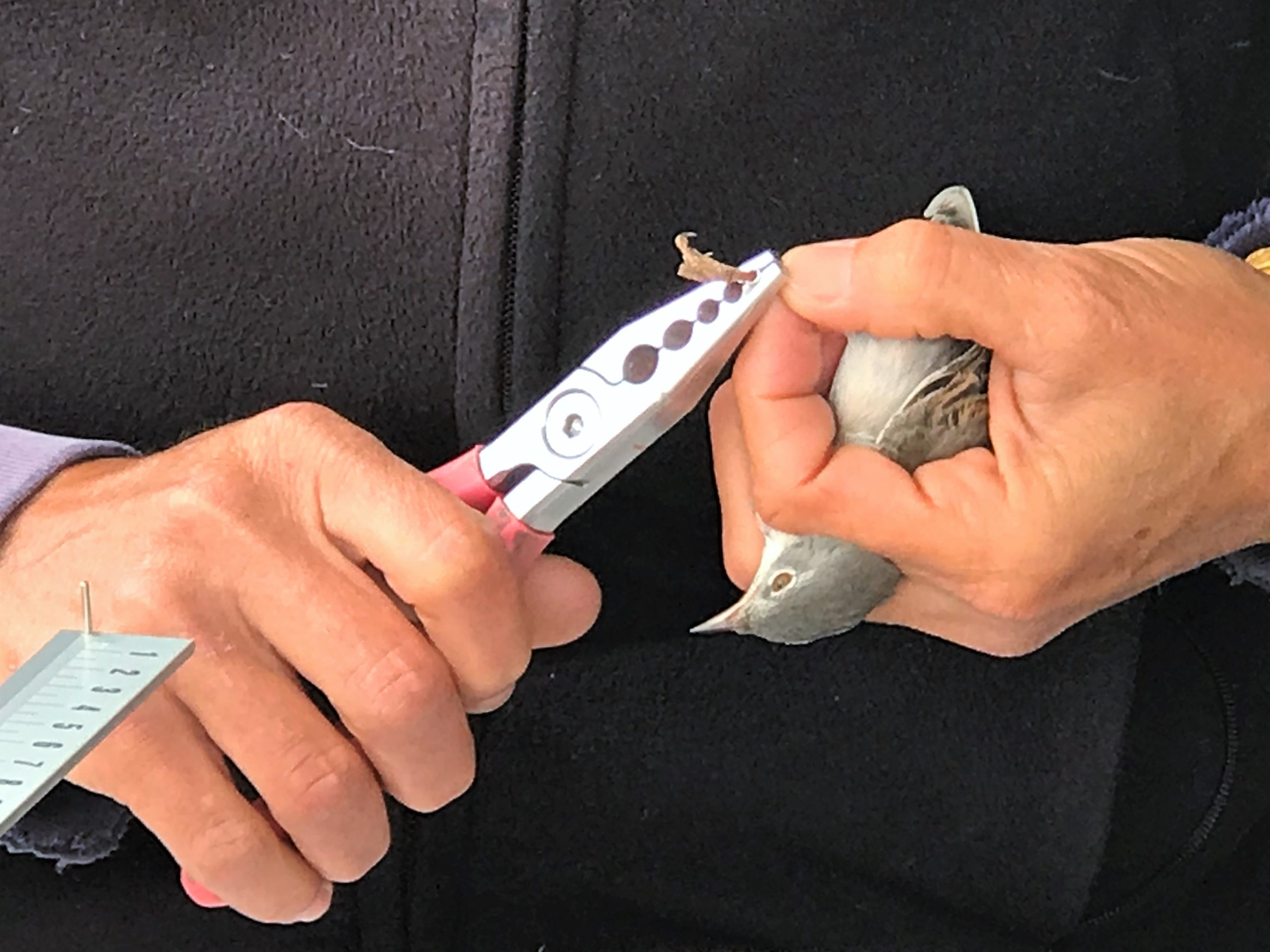
Ringmärkning vid fågelstationen.

### Flyttfågelmuseet (Museo della migrazione ed Osservatorio ornitologico)
Italiens enda flyttfågelmuseum ligger högt på den södra delen av ön i en byggnad kallad Il semaforo. Informationen i museet är baserat på 20 år av fågelstationens studier och förklarar hur, vart och varför fåglar flyttar som de gör, vikten av ringmärkning och innehåller modeller i naturlig storlek av en del av de fåglar som stannar över på Ventotene. Under våren och hösten kan besökare få följa med och se på medan fåglar vägs, mäts och ringmärks.

## Kultur

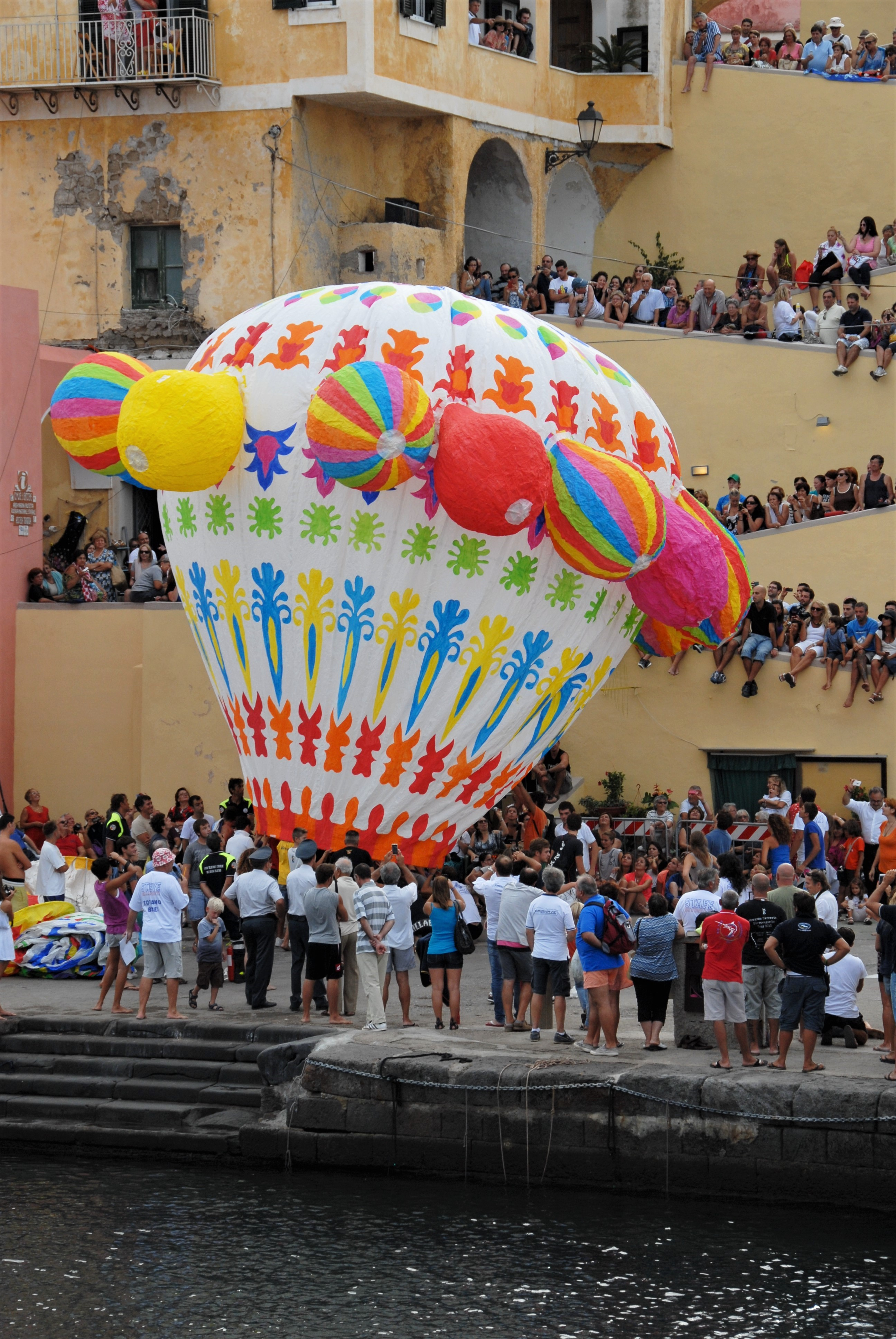
Varmluftsballong vid tävlingen.

### Santa Candida Festivalen

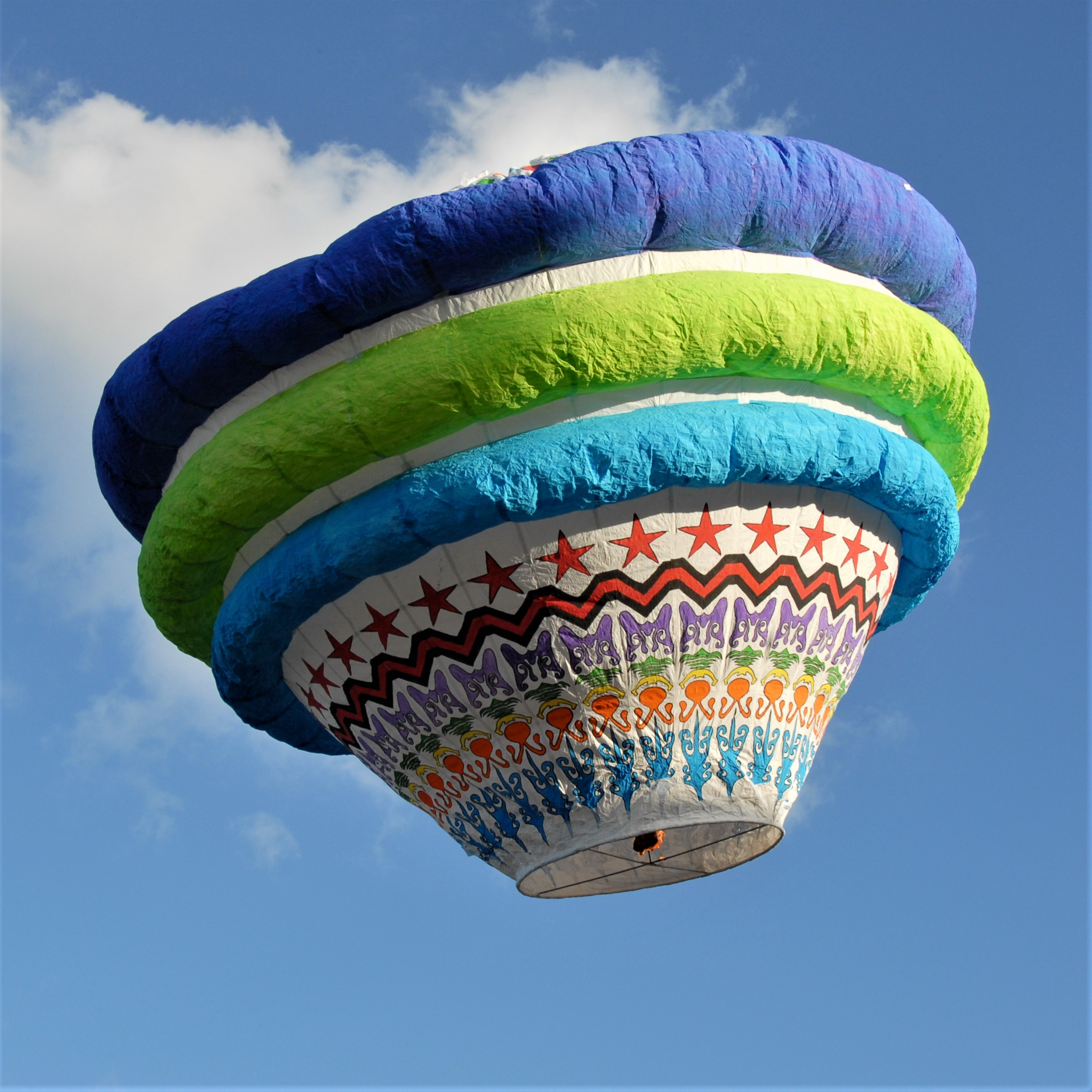
bildtext

Ventotenes skyddspatron Sankta Candida firas under en 10-dagarsperiod, som avslutas den 20 september med en hel dag av festligheter och den religiösa procession, där en staty av helgonet stående på en blomdekorerad båt, förs från kyrkan och bärs runt öns smala gator under böner och fyrverkerier. Dagen avslutas vid midnatt efter två omgångar med fyrverkerier.
Festivalen är mest känd för sina karakteristiska varmluftsballonger som öns ungdomar tillverkar under sensommaren. De är gjorda av papper, mäter 5 – 10 m i höjd och är dekorerade med färggranna målningar. Från den 10 september släpps de upp dagligen framför kyrkan, direkt efter kvällsmässan, ackompanjerat av en orkester. Den näst sista dagen av festivalen finns det även en ballongtävling som del av ”Spelen”, som tilldrar sig vid hamnen på eftermiddagen.

## Kommunikationer
Ventotene har dagliga bärplansbåt- och färjeförbindelser med Formia på fastlandet. Turerna körs av bolaget Laziomar. Under sommaren går båtar även till Anzio och Fiumicino, samt med SNAV till Neapel från juli till september.

## Bilder

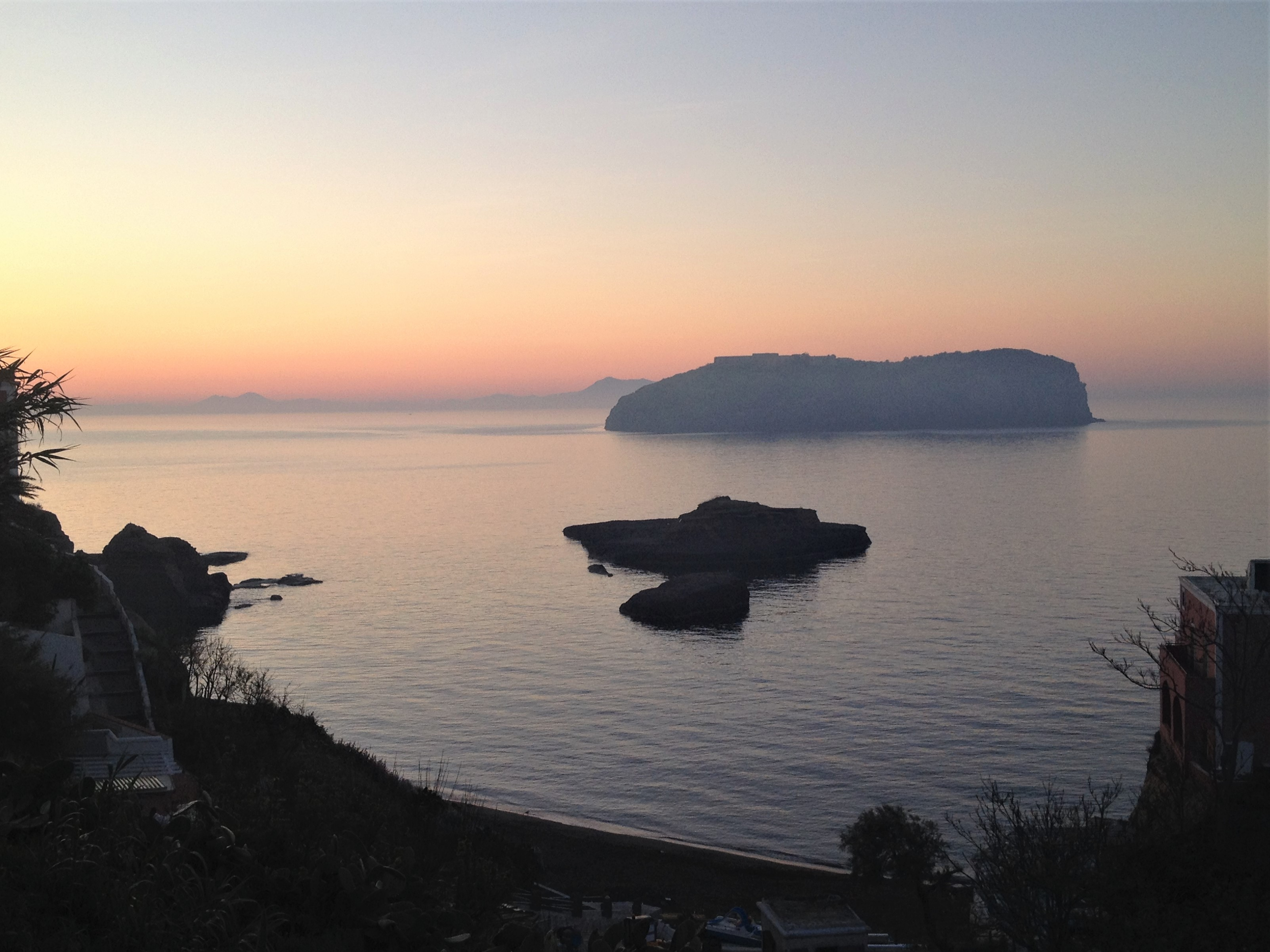
Santo Stefano ön vid soluppgången.
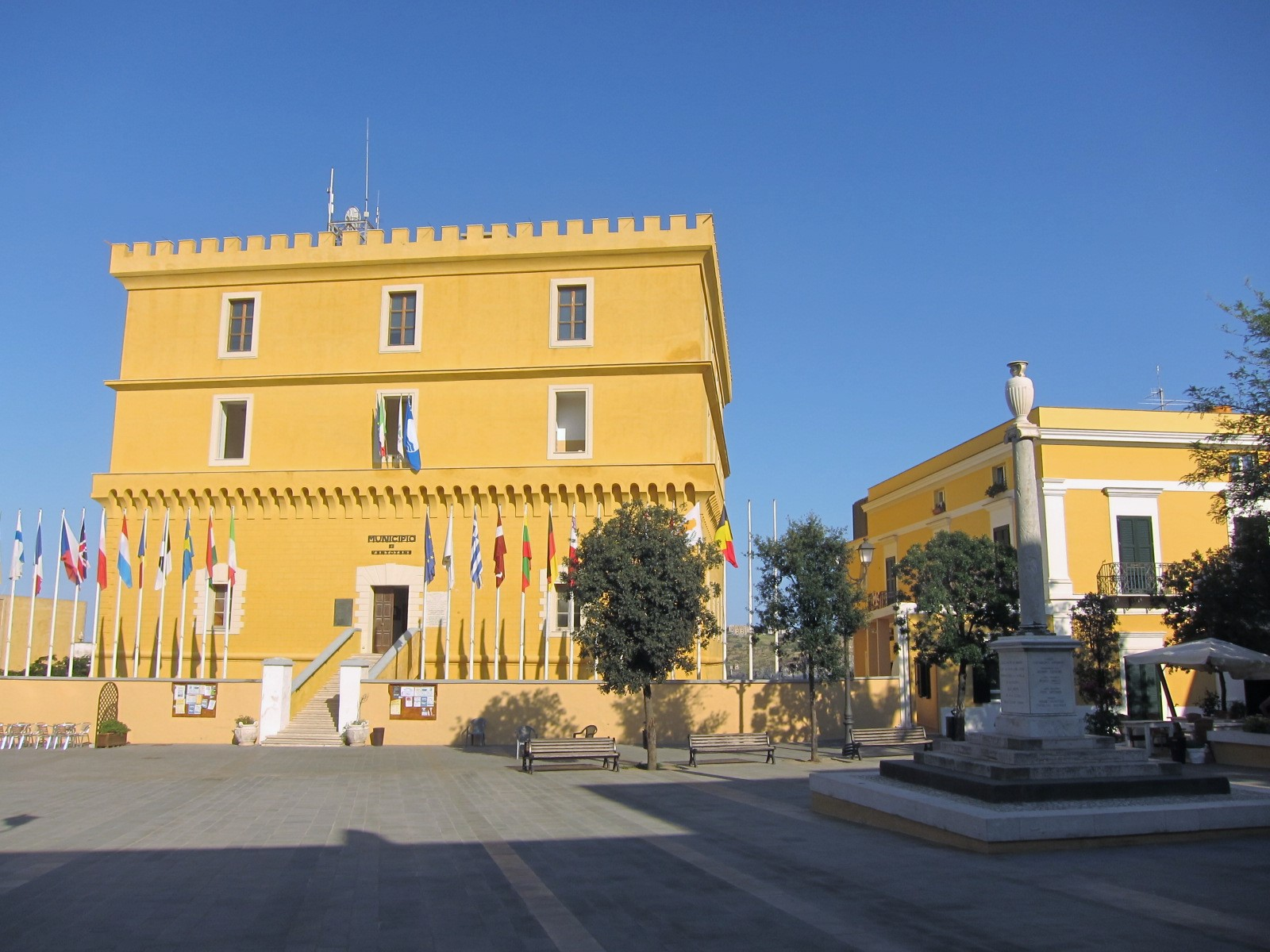
Piazza Castello med kommunalhuset.
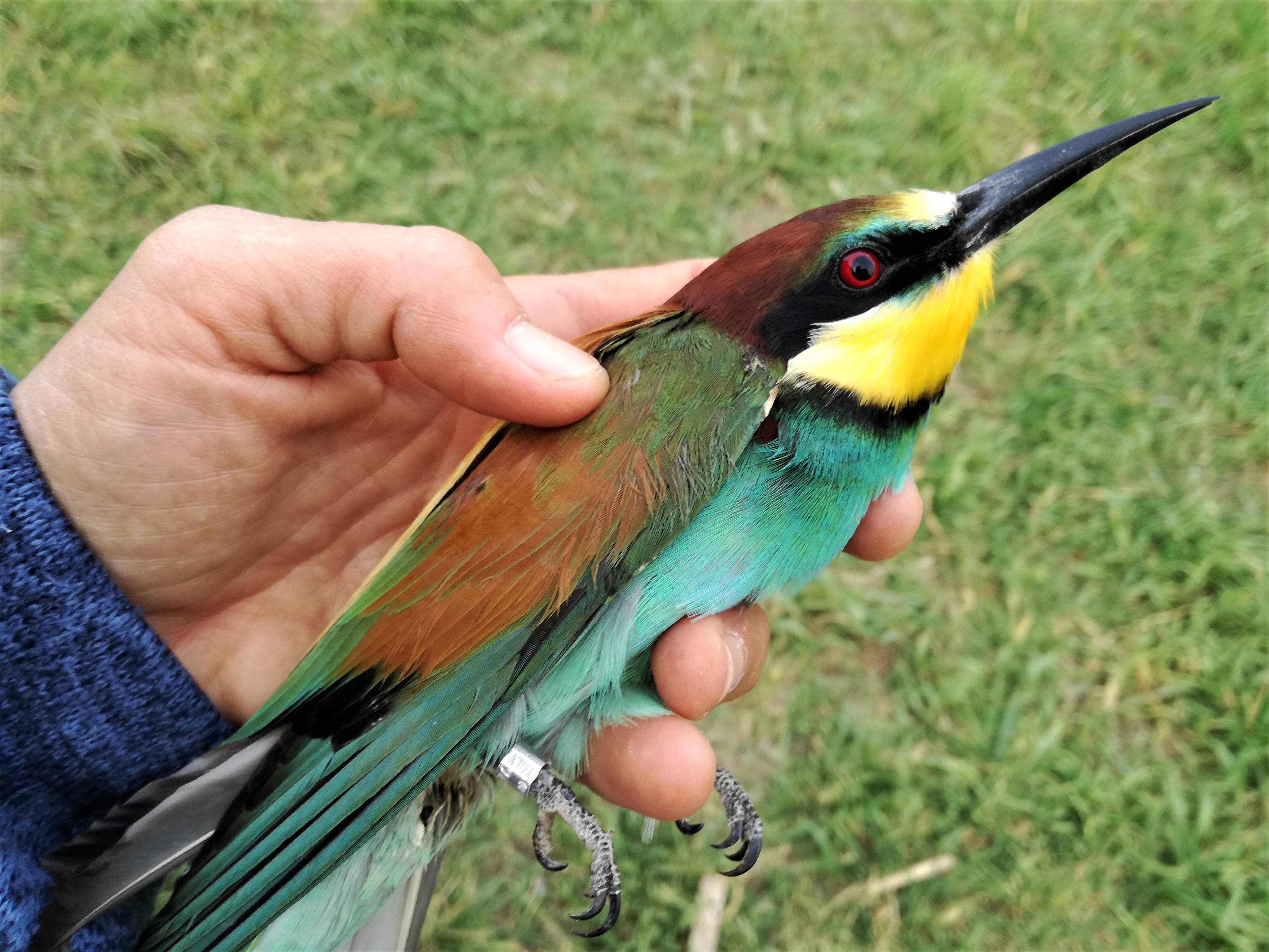
Biätare efter ringmärkningen.
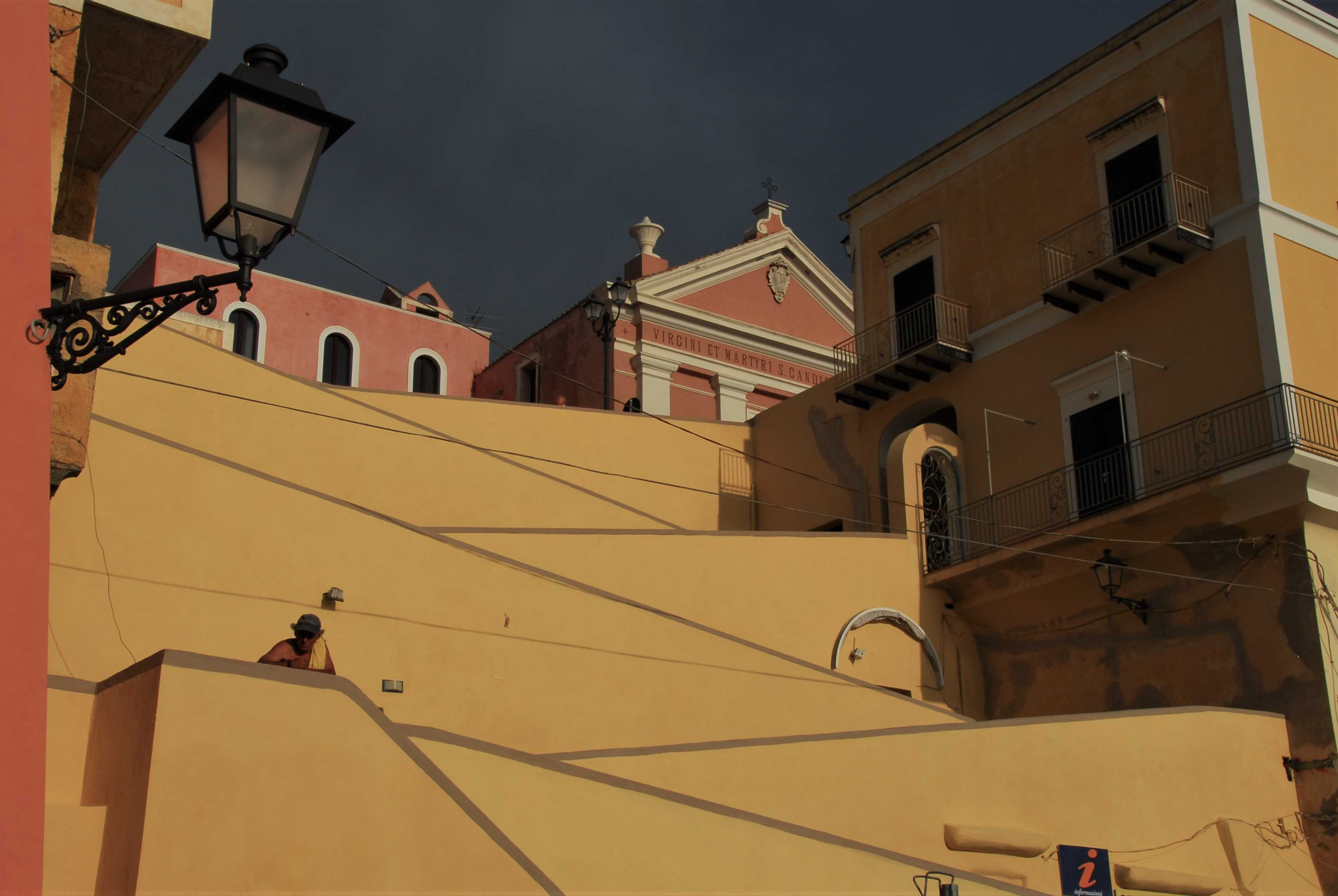
Sicksackrampen från hamnen till kyrkan.
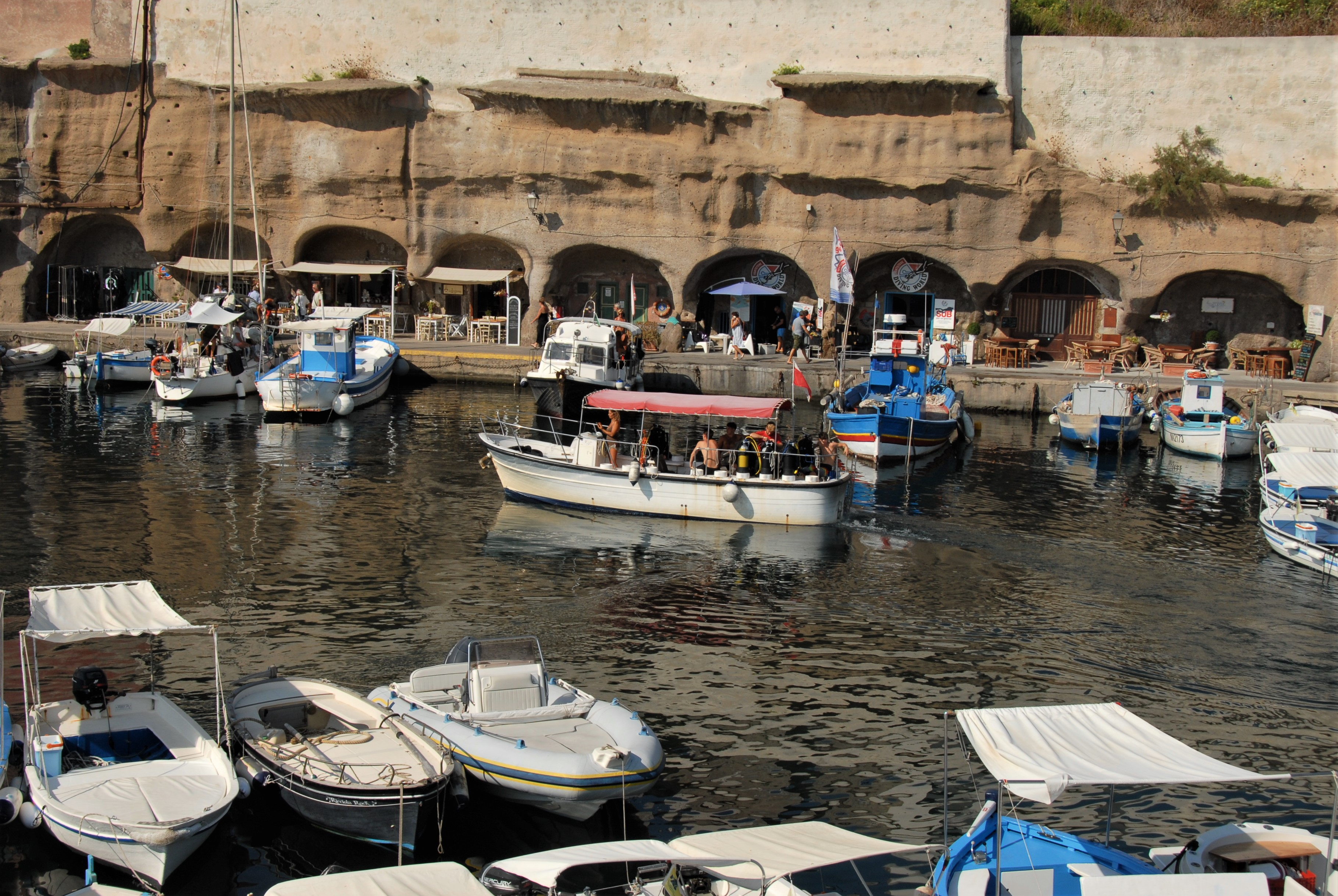
Portiken längs kajen i den romerska hamnen.